# Elsie MacGill
Elizabeth Muriel MacGill, detta Elsie (Vancouver, 27 marzo 1905 – Cambridge, 4 novembre 1980), è stata un'ingegnera e attivista canadese.
Fu la prima donna a laurearsi in ingegneria aeronautica nel 1929. Ebbe un ruolo importante nella produzione degli Hawker Hurricane, in quanto ingegnere capo della Canadian Car and Foundry, tanto da guadagrarsi il soprannome di Regina degli uragani. Fu la figlia di Helen Gregory MacGill, prima donna a essere nominata giudice nella Columbia Britannica nel 1917 e terza a livello canadese dopo Alice Jamieson nel 1914 e Emily Murphy nel 1916.

## Biografia
Elsie MacGill nacque a Vancouver il 27 marzo 1905. Era la secondogenita di James Henry MacGill (1869-1939), avvocato e di Helen Gregory (1864-1947), prima donna a essere nominata giudice nella Columbia Britannica. La coppia si era sposata il 16 settembre 1902 ed ebbe la prima figlia, Helen il 24 agosto 1903. Elsie aveva anche 2 fratelli, Eric (1891-1972) e Frederick Phillip (1894-1944) nati dal primo matrimonio della madre con Charles Frederick Lee Flesher, un medico che fu assassinato da un paziente.
I coniugi MacGill erano una coppia estremamente progressista e con una buona situazione economica. La madre era molto attiva a livello di diritti femminili e Nellie McClung, una delle più famose femministe canadesi, era una sua cara amica. Sempre disposta ad aiutare il prossimo, la madre chiese a Emily Carr di dare lezioni di disegno alle due figlie, per poter finanziare la giovane artista in modo discreto. 
A 16 anni si era iscritta all'Università della Columbia Britannica ma dopo un solo trimestre le venne chiesto di lasciare l'università. Desiderosa  di continuare la sua formazione nel 1923 s'iscrisse all'Università di Toronto per un Bachelor of Applied Science, un diploma accademico di laurea in scienze applicate. Durante l'estate si dedicò a riparare motore elettrici per poter metter in pratica i suoi studi. Nel 1927 si ammalò di poliomielite ma riuscì comunque a diventa la prima donna canadese a laurearsi in ingegneria elettronica. Dopo la laurea trovò lavoro presso la Austin Aircraft Company a Pontiac e nell'autunno dello stesso anno s'iscrisse a un master in ingegneria aeronautica presso l'Università del Michigan, diventando la prima donna del nord america a laurearsi in ingegneria aeronautica, alcuni ipotizzano anche al mondo. Completò la sua formazione con un dottorato al MIT.

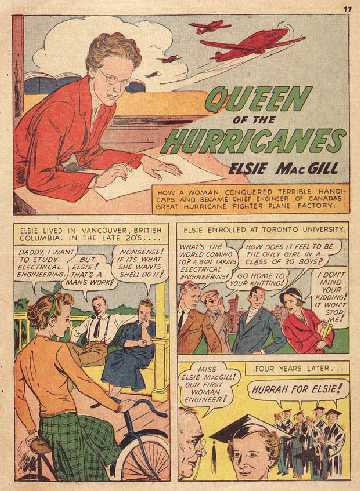
Regina degli Hurricanes

Nel 1934 iniziò a lavorare presso Fairchild Aircraft Ltd., un produttore di aeromobili attivo a Longueuil in Québec, collaborando alla realizzazione di  vari modelli. Nel 1938 fu assunta come capo ingegnere alla Canadian Car and Foundry (Can Car) e fu la prima donna a entrare nell'Engineering Institute of Canada (EIC). Fu proprio alla Can Car che MacGill progettò e testò il nuovo aereo Maple Leaf Trainer, diventato famoso per essere stato il primo aereo progettato da una donna. Si trattava di un aereo d'addestramento che non fu mai utilizzato dalle forze del Commonwealth in combattimento, ma alcuni esemplari furono venduti al Messico per le sue qualità tecniche a volare ad alta quota. 
Il successo ottenuto con il Maple Leaf Trainer, spinse i dirigenti della società ad affidare a MacGill la riorganizzazione dello stabilimento. La scelta si rivelò buona perché MacGill riuscì ad aumentare la produzione dei Hawker Hurricane, i caccia britannici che parteciparono anche alla famosa battaglia d'Inghilterra. Riuscì a far fabbricare 23 apparecchi alla settimana, inoltre apportò modifiche per renderli operativi anche in presenza di ghiaccio, ottenendo nel 1941 la medaglia Gzowski. Divenne così celebre che negli Stati Uniti le dedicarono un fumetto dandole l’appellativo, che poi passò alla storia, di “Queen of the Hurricanes” (in italiano: Regina degli Hurricanes o Regina degli Uragani).
Nel 1943, malgrado i successi ottenuti, MacGill fu lincenziata insieme al collega E. J. Soulsby, senza un motivo ufficiale. È stato successivamente ipotizzato che il licenziamento fosse avvenuto perché era stata scoperta una relazione fra i due, cosa verosimile visto che si sposarono poco dopo il licenziamento, trasferendosi a Toronto e dando vita a una società di consulenza in ingegneria aeronautica. Nel 1946 contribuì a fondare l'Organizzazione internazionale per l'aviazione civile (ICAO) a Montreal.
Nel 1946, divenne consulente tecnico per l'Organizzazione internazionale per l'aviazione civile (ICAO), dove aiutò a redigere i regolamenti d'idoneità al volo internazionale per la progettazione e la produzione di aerei commerciali. L'anno successivo divenne presidente del Comitato per l'analisi degli stress delle Nazioni Unite, e la prima donna a presiedere un comitato delle Nazioni Unite.
Nel 1955 pubblicò un libro dedicato a sua madre, intitolato My Mother, the Judge: A Biography of Judge Helen Gregory MacGill. A seguito della pubblicazione decise di dedicare molto più tempo alla causa femminista e nel 1967 fu nominata membro della Commissione reale sullo status delle donne in Canada partecipando così alla redazione del rapporto poi pubblicato nel 1970.
Elsie MacGill morì il 4 novembre 1980, mentre era in visita alla sorella, Helen MacGill Hughes, a Cambridge (Massachusetts). La sorella, a cui era molto legata, era ricercatrice in sociologia presso l'Università di Harvard e la Brandeis University.

## Premi e riconoscimenti
- 1941 - Riceve la Medaglia Casimir Gzowski, istituita da Sir Casimir Stanislaus Gzowski nel 1980. La medaglia viene attribuita ancora oggigiorno dal Canadian Society for Civil Engineering (CSCE) per il miglior articolo d'ingegneria civile in topografia, ingegneria strutturale o costruzione pesante.[14]
- 1946 - Prima donna a ricoprire il ruolo di Technical Adviser per l'Organizzazione internazionale dell'aviazione civile  (International Civil Aviation Organization - ICAO).[15]
- 1967 - Riceve la Centennial Medal dal governo canadese per i preziosi servizi offerti alla nazione.[16]
- 1973 - Riceve la Julian C. Smith Medal dal Engineering Institute of Canada[17]
- 1975 - Riceve la Amelia Earhart Medal dalla Ninety-Nines: International Association of Women Airline Pilots.[15]
- 1977 - Riceve la Medaglia del giubileo d'argento di Elisabetta II
- 1979 - Medaglia d'oro dalla Association of Professional Engineers dell'Ontario.[18]
- 1983 - Viene inserita nella Hall of Fame dell'aviazione canadese.
- 1992 - Viene inserita nella Hall of Fame della scienza e dell'ingegneria di Ottawa.
- 2012 - Viene inserita nella Hall of Fame della Women in Aviation International.[19]
- 2023 - La sua effige appare su una moneta commemorativa da un dollaro.[20]